# Apple Watch SE (2e génération)
L'Apple Watch SE (2e génération) est le modèle d'entrée de gamme des Apple Watch lancées en 2022. Ce modèle a été annoncé le 7 septembre 2022 aux côtés de l'Apple Watch Series 8 et de l'Apple Watch Ultra. Il s'agit de la seconde génération de l'Apple Watch SE. Contrairement à la 1ère génération qui avait un ancien processeur à son lancement, le modèle de 2022 a le droit au dernier soc Apple S8 avec un accéléromètre force g élevée qui a la capacité à détecter les accidents de voiture. La taille du boîtier reste identique à la 1re génération en 40 et 44 mm.

## Présentation
L'Apple Watch SE 2022 est assez similaire à la SE 2020 mais le dos du boîtier n'est plus en céramique comme la 1ère génération, il est en composite de nylon moulé. Le boîtier est disponible seulement avec le matériau aluminium et en trois couleurs différentes : argent, minuit et lumière stellaire. Elle est disponible avec un modèle seulement GPS et un modèle GPS + Cellular.
Le prix de lancement est de 249 dollars aux États-Unis, et de 299 euros en France.

## Aperçu
L’Apple Watch SE 2022 propose la même taille de châssis que la SE 2020 avec un boîtier qui est maintenu en 40 et 44 mm. L'écran ne dispose toujours pas de l'always on display. La durée de vie de la batterie est également la même, d’une durée d’environ 18 heures entre les charges. Cela comprend 90 vérifications de l’heure, 90 notifications, 45 minutes d’utilisation d’applications et un entraînement de 60 minutes avec lecture de musique. Pour le modèle GPS + Cellular les 18 heures d’utilisation incluent 4 heures de connexion 4G LTE et 14 heures de connexion à l'iPhone en Bluetooth.
Comme l'Apple Watch Series 8 et le modèle Ultra, la SE 2022 est dotée d'un accéléromètre pouvant détecter les accidents de voiture. Capable de mesurer des forces jusqu'à 256 g. La SE 2022 est équipé également du Bluetooth 5.3 qui offre des améliorations en matière de fiabilité et d'efficacité énergétique.

### Santé
L'Apple Watch SE est plus limitée que la Series 8 en matière de capteurs santé. La montre est capable de mesurer la distance parcourue chaque jour, le nombre de calories brûlées, le rythme, la cadence ou encore la fréquence cardiaque. Cependant, elle ne dispose pas de la fonction ECG (électrocardiographie) ni la fonction de mesure de l'oxygène dans le sang, ni des nouveaux capteurs de température qui permettent le suivi menstruel.
Elle est néanmoins capable d'avertir son utilisateur en cas de rythme cardiaque trop élevé ou trop faible ou en cas d'arythmie.